# Klouček (Dolnooharská tabule)
Klouček (212 m n. m.) je kopec v okrese Litoměřice Ústeckého kraje. Leží asi 1,5 km jižně od vsi Předonín na jejím katastrálním území.

## Geomorfologické zařazení
Geomorfologicky kopec náleží do celku Dolnooharská tabule, podcelku Terezínská kotlina, okrsku Roudnická brána a podokrsku Račické terasy.